# リバー、流れないでよ
『リバー、流れないでよ』（リバー ながれないでよ）は、2023年6月23日に公開された日本映画。原案・脚本は上田誠、監督は山口淳太。主演は藤谷理子。ヨーロッパ企画制作によるオリジナル長編映画で、『ドロステのはてで僕ら』に続く第2弾となる。
京都の奥座敷として知られる冬の貴船の老舗旅館を舞台に、繰り返す2分間のループに巻き込まれ、抜け出せなくなってしまった人々の群像劇。

## あらすじ
冬の京都、貴船にある老舗料理旅館「ふじや」。仲居のミコトは別館裏の貴船川のほとりで佇み、こぶしをそっと握って何か物思っている。まもなく仕事に戻り、番頭と部屋の後片付けをするが、気づくとなぜか2分前にいた貴船川のほとりに何度も戻ってしまう。
他の旅館のスタッフや宿泊客なども繰り返す2分間のループに巻き込まれ異変を感じている。仲居のチノは客から頼まれた熱燗ができず、宿泊客のノミヤたちは〆の雑炊を食べ続け、作家のオバタは入力したはずの原稿が白紙になるなど、それぞれ困惑している。
2分経つと時間が巻戻り、全員元にいた場所（初期位置）に戻ってしまう。その間の行動は全てなかったことになるが、記憶だけはリセットされることなく連続しているため、次第に感情をたかぶらせ、普段ならしないような思い切った行動に出る者も現れる。
また、ループの中から抜け出したいと思う者ばかりではなく、とどまりたい者もおり、それぞれの思惑が入り乱れていく。そんな中で、ミコトは自身の思いがループに関係しているのではないかと思い始める。料理人見習いのタクと恋仲のミコトは、タクが修行のためにフランスに行きたがっている事に気づき、時間を止めて欲しいと貴船川に願いをかけていたことを思い出す。
ミコトは時間を元に戻して欲しいと祈るが、ループは解けなかった。実はループの原因は、貴船神社に出現したタイムパトロールのマシンの故障だったと判明する。集まった宿屋の人々は、パトロールのヒサメの頼みで現代の材料で代用してマシンを修理して未来に送り返す。時間は元に戻って進みだし、ループ中にタクと本音で語り合ったミコトは、フランス行きを笑顔で許せるまでに気持ちが晴れていた。

## キャスト

### ふじや
京都・貴船の老舗料理旅館。

#### ふじやのスタッフ
ミコト
演 - 藤谷理子
仲居。タクと交際している。彼のフランス渡航の企みに気付いて時間を止めたいと考え、貴船川に「流れないでよ」と祈っている。
タク
演 - 鳥越裕貴
料理人見習い。フレンチの修行のため密かにフランスに渡航をしようとしている。
キミ
演 - 本上まなみ
女将。スタッフをしきりに気遣う。ループの状態の確認のため近隣の旅館などを廻ったりする。
チノ
演 - 早織
仲居。ループのため客から注文された熱燗ができないなど困惑している。
番頭
演 - 永野宗典
自身もループに混乱する中、変な行動をしようとする客を必死に説得する。
料理長
演 - 角田貴志
ループの説明をしようとするエイジに質問を繰り返し、スタッフを時間切れでループの初期位置に戻してしまう。
エイジ
演 - 酒井善史
板前。中心になってループの原因究明を試み、スタッフに集合をかけ説明をしようとする。

#### 宿泊客など
ノミヤ
演 - 諏訪雅
クスミと二人連れの客。ループのため〆の雑炊を何度も食べるはめになる。
クスミ
演 - 石田剛太
何度もループを繰り返すうちにノミヤと本音をぶつけ合うようになる。
オバタ
演 - 近藤芳正
宿泊中の作家。原稿を何度入力しても消えるが、締め切りも来ないと知り、ループのままでもいいと言い出す。
スギヤマ
演 - 中川晴樹
オバタの担当編集者。番頭の注意を聞かず入浴し、風呂場から出られなくなる。

### その他
ヒサメ
演 - 久保史緒里（乃木坂46）
旅行者風の女性。貴船神社の本宮や結社（ゆいのやしろ）にお参りしている。物語の鍵を握ることになる。
猟師
演 - 土佐和成
ループのため山から出られないと出会ったミコトたちにこぼす。
モリオカ
演 - 諸岡航平
近隣の店の板前。板長がパニックになって番頭を刺したと血まみれの割烹着でふじやに来る。
シラキ
演 - 黒木正浩
近隣の店の板前。逃げようとするミコトとタクを制しようとして、タクに殴り倒される。

## スタッフ
- 原案・脚本 - 上田誠[7]
- 監督・編集 - 山口淳太
- 主題歌 - くるり「Smile」（Victor Entertainment / SPEEDSTAR RECORDS）[8]
- プロデューサー - 大槻貴宏[7]
- 撮影 - 川越一成[7]
- 照明 - 徳永恭弘、藤川達也[7]
- 録音 - 平川鼓湖、倉貫雅矢[7]
- 美術 - 相馬直樹[7]
- 装飾 - 角田綾[7]
- 衣装 - 清川敦子[7]
- ヘアメイク - 松村妙子[7]
- 編集 - 山口淳太[7]
- 音楽 - 滝本晃司[7]
- 助監督 - 渡邉新之輔[7]
- 宣伝美術 - 三堀大介[7]
- スチール - 濱田英明[7]
- 製作・配給 - トリウッド、ヨーロッパ企画[8]

## 受賞歴
- 第6回FANTASMAGORIA FESTIVAL（コロンビア）（2023年）脚本賞
- 第1回WEIRD WEEKENDER FILM FESTIVAL（ドイツ）（2023年）観客賞
- 第23回トリエステ・サイエンス＋フィクションフェスティバル（イタリア）（2023年）観客賞
- NIGHT VISIONS映画祭（フィンランド）（2023年）観客賞
- 第18回Abertoir Horror Festival（ウェールズ）（2023）観客賞
- 第42回ブリュッセルファンタスティック映画祭（2024年）ホワイトレイブン賞・批評家賞・観客賞受賞[9]
- 第20回ファンタスポア映画祭（ブラジル）（2024年）脚本賞
- 第33回日本映画批評家大賞（2024年）脚本賞[10]

## ソフト化
- 「リバー、流れないでよ」Blu-ray 2023年12月20日発売